# Benjamín Naishtat
Benjamín Naishtat, né en 1986 à Buenos Aires, est un réalisateur argentin.

## Biographie
Il étudie à l'Universidad del Cine de Buenos Aires puis au Fresnoy - Studio national des arts contemporains à Tourcoing,.
Avec Rojo, son troisième film sorti en 2018, il remporte la Coquille d'argent du meilleur réalisateur  au Festival international du film de Saint-Sébastien 2018 puis les prix du meilleur film, du meilleur réalisateur et du meilleur scénario original lors des Prix Sud 2019 et celui du meilleur réalisateur à la cérémonie des Cóndor de Plata 2019.
En 2023, il co-écrit et co-réalise avec María Alché le film El Profesor (Puan) qui reçoit le prix du meilleur scénario au Festival international du film de Saint-Sébastien 2023,.

## Filmographie

### Longs métrages
- 2014 : Histoire de la peur (Historia del miedo)
- 2016 : El movimiento
- 2018 : Rojo
- 2023 : El Profesor (Puan), co-réalisé avec María Alché
- 2025 : La virgen de la tosquera de Laura Casabé (scénario)

### Courts métrages
- 2008 : Estamos bien
- 2010 : El juego
- 2011 : Historia del Mal
- 2013 : Colecciones

## Récompenses
- Festival international du film de Saint-Sébastien 2018 : Coquille d'argent du meilleur réalisateur pour Rojo
- Prix Sud 2019 : meilleur film, meilleur réalisateur et meilleur scénario original pour Rojo
- Cóndor de Plata 2019 : meilleur réalisateur pour Rojo
- Festival international du film de Saint-Sébastien 2023 : prix du meilleur scénario pour El Profesor (Puan)